# Jean-Louis-Marie Lemaréchal
Pour les articles homonymes, voir Lemaréchal.
Jean-Louis-Marie Lemaréchal est un linguiste français qui vécut au Japon. Il est l'auteur du premier dictionnaire japonais-français (1904), importante contribution à la japanologie francophone, de poèmes et de chants chrétiens sous les formes japonaises traditionnelles.

## Biographie
Jean-Louis-Marie Lemaréchal est né le 12 juin 1842 à Pleine-Fougères (Ille-et-Vilaine). Il fut ordonné dans le diocèse de Rennes le 17 mars 1866, entre à la Société des missions étrangères de Paris en 1869. Il part de Marseille pour le Japon le 18 janvier 1870, est nommé vicaire général à Tokyo en 1880. Il meurt aveugle à Shizuoka le 28 mars 1912 et est enterré à Kutsunoya (Aoi-ku dans la province de Shizuoka). Son travail de linguiste et de poète en langue japonaise doit se comprendre dans le cadre de l'ouverture du Japon au monde avec l'ère Meiji.

### Le dictionnaire japonais-français
Il existait un Dictionnaire japonais-français : traduit du Dictionnaire japonais-portugais, composé par les missionnaires de la Compagnie de Jésus et imprimé en 1603, à Nagasaki publié en 1862 par Léon Pagés (1814-1886) à Paris sur instruction ministérielle au regard de l'absence de dictionnaire japonais français et qui comportait un syllabaire. En 1866, Mermet de Cachon publie le Dictionnaire français-anglais-japonais, (Paris, Firmin Didot, 440 pp.) suivi en 1887 du Dictionnaire français-japonais des mots usuels de la langue française par A. Arrivet et S. Oyamada (Tōkyō, Z. P. Maruya, 325 pp.) avec transcription phonétique. Un Lexique anglais-japonais parait à Tokyo en 1901 par Brinkley. Le besoin d'un ouvrage complet à portée usuelle se faisait sentir.
Le dictionnaire de Lemaréchal — illustré — a une vocation pratique et encyclopédique à l'usage des francophones du Japon, il en publie (1905) une édition en petit format de poche pour l'usage quotidien. Il est précédé d'une introduction avec guide grammatical. Le Bulletin de la Société franco-japonaise de Paris (1907) souligne qu'à la différence de nombreuses publications des missions catholiques françaises au Japon, le dictionnaire de Lemaréchal (qu'il qualifie de « monumental ») n'a pas « un caractère propagandiste ». La publication est saluée par le Revue critique d'Histoire et de littérature (1905) : « Depuis de longues années, les français qui étudient la langue japonaise, devaient recourir aux dictionnaires anglais; après la publication de Léon Pagès qui a rendu des services à l'époque (1868), personne en France n'avait entrepris de travail de cette nature. C'est donc avec joie que nous saluons aujourd’hui le Dictionnaire de M. Lemaréchal : nous voulons y voir l’aurore d’une renaissance longtemps attendue des études japonaises dans notre pays ». Lemaréchal reçoit en 1905 le prix Volney de l'Institut de France sur les travaux de linguistique.
Cette publication fixe, avec celles de Hepburn (Tokyo, Londres, 1894 « extrêmement incomplet ») et de Raguet, la transcription du japonais en caractères romains admise par la Société du Rōmaji, sur la base du Romaji-kwai utilisé par les anglophones.

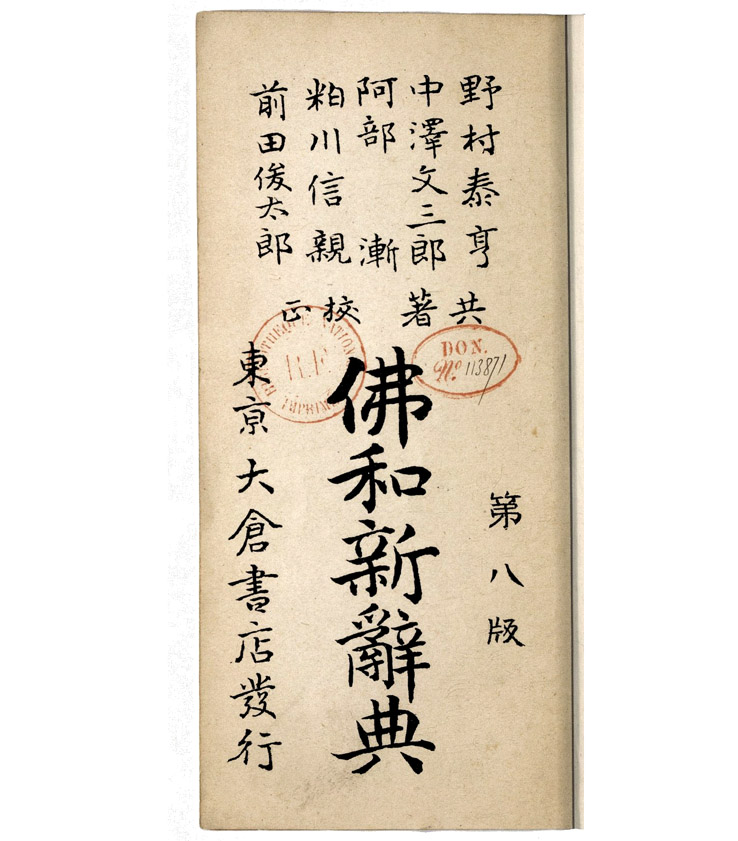
Nouveau dictionnaire français-japonais illustré. ed.Okura (1908) - source Gallica.

Elle est suivie en 1905 de son pendant par Emile Raguet (missionnaire belge francophone à Kagoshima) et Ono: Dictionnaire français-japonais (Tôkyô, 1084 pp.), in-16, « une des œuvres lexicographiques les plus considérables dont la langue japonaise ait été l'objet » écrit le Bulletin de LʼÉcole Française dʼExtrême Orient (t 7. 1907). Raguet publie la même année un Abrégé de grammaire japonaise. Et en 1906 parait le Dictionnaire d'Histoire et de Géographie du Japon (Tōkyō, Librairie Sansaïsha, Yokohama, Shanghaï, Hong-Kong, Singapore) 992 pp. par E. Papinot, autre missionnaire catholique au Japon, qui est une version augmentée de l'édition de poche de 1899. En 1908, Okura publie son Nouveau dictionnaire français et japonais illustré (896 pp.) avec des notions de grammaire française.

### Poésies et chants chrétiens en japonais
Lemaréchal écrit dans les années qui suivent son arrivée au Japon une suite de poèmes et de chants en japonais dans la forme archaïque traditionnelle (pas immédiatement lisible par un japonais de son époque). Ses compositions poétiques hymnographiques en japonais répondent de façon originale au besoin des missionnaires de textes chrétiens en japonais.
La poésie du Moyen Âge japonaise était une poésie bouddhique, il en fait une poésie chrétienne dans son Recueil de cantiques japonais avec musique (1883) qu'il remplit de formes et de termes typiquement médiévaux. La plupart des poèmes adoptent la forme tanka 5-7-5 + 7-7 (31 syllabes), les mots japonais sont christianisés par exemple kimi (君 ou きみ) forme ancienne de maitre désigne le dieu chrétien, yomi 黄泉 royaume des morts devient l'enfer.
La japonisation de Ephésiens 4.14 « Alors, nous ne serons plus des enfants, emportés par les vagues ou le tourbillon de toutes sortes de doctrines, trompés par des personnes qui recourent à la ruse pour entraîner les autres dans l'erreur » donne :

« Au vent de la crédulité
dans le monde flottant (ukiyo no kumo wo)
où les nuages défilent,
la clarté de la lune 
apporte de la joie »

Ukiyo (浮世) le monde flottant, un terme bouddhique qui désigne le monde présent, monde illusoire, est repris par Lemaréchal, tout comme la maigre clarté de la lune comme lumière de vérité, mais dans un cadre chrétien.

## Publications
- Recueil de cantiques japonais avec musique. Yokohama. 1 vol. 317 p. 1883, réed. 1922[21].
- Seiei (ensemble des poèmes par Lemaréchal dans les dix premières sections). 1883. trad. en anglais par R. Mammana. Une collection de poésie catholique romaine de la période Meiji. 2011[22].
- Seibo kwai-in no Michibiki. Guide des Enfants de Marie. Yokohama, in-12, 46 pp. 1890.
- Kyôri mondo. Dialogue sur la religion, Yokohama. in 16 120 pp., 1890[23].
- Gaikô kenmon shi. Voyage autour du monde, par l'Amérique, l'Angleterre et la France, Yokohama, in 12. 202 pp. 1890[24].

- Seitai reihai no michibiki. Visites au Saint-Sacrement. Yokohama. in-12. 129 pp. 1" édit. 1890, 2° édit. 233 pp., 1894.

- Kaiten kokkai yohetsu. Le ciel ouvert par la confession sincère, Yokohama, in-12, 206 pp. 1894.

- Sujonen, Pensez-y bien. Yokohama, in-16, 204 pp. 1900, réed. 1904[18].
- Wafutsu daijiten 和佛大辭典 Dictionnaire japonais-français. Imp. Fukuin, Yokoharma, Librairies Sansaicha et Tokyo Max Nössler, in-4, 1008 pp. (60 000 articles) 1904 = an. 37 de l'ère Meiji
- Petit dictionnaire japonais-français (abrégé du précédent), Imp. Fukuin, Yokoharma, Librairies Sansaicha et Tokyo Max Nössler, in 32[25], 1035 pp. 1905.